# Tilesch György
Tilesch György magyar-amerikai mesterséges intelligencia (MI) szakértő, innovációs stratégia és szerző, akinek munkássága az etikus MI fejlesztés és globális szabályozás területén kiemelkedő. Jelenleg a kaliforniai Szilícium-völgyben él, ahol a PHI Institute for Augmented Intelligence elnökeként tevékenykedik. A 2022-es C-szintű MI-eszköztár társszerzője, amelyet világszerte alkalmaznak nagyvállalati vezetők.

## Életpályája és tanulmányai
1992-ben érettségizett a pécsi Leőwey Klára Gimnáziumban. Tilesch 1997-ben szerzett jogi doktori címet a Pécsi Tudományegyetemen, majd 2002-ben nemzetközi kapcsolatok szakon szerzett mesterdiplomát a franciaországi Nice-Sophia Antipolis egyetemen. Pályafutását nonprofit szervezeteknél kezdte, majd 2008–2012 között a Microsoft globális társadalmi felelősségvállalási és kommunikációs vezetőjeként dolgozott.
Tilesch a globális ügyekért felelős vezető stratégiakutatóként irányított MI-etikai kutatásokat az Ipsos-nál (2018–2022). 2020-ban részt vett az első amerikai MI-etikai irányelvek kidolgozásában a Fehér Házban.
A PHI Institute for Augmented Intelligence alapító elnökként az emberi döntéshozatalt kiegészítő MI-rendszerek fejlesztését koordinálja.
Létrehozott egy transzatlanti technológiai együttműködéseket elősegítő platformot, a Neumann Társaságot (2014–2018),
illetve MI-etikát oktatott vendégelőadóként a Harvard Egyetem Experfy platformján, és a Corvinus Egyetemen, hangsúlyozva az etika integrálását a technológiai képzésbe.

## Könyvei és publikációi
- Tilesch, George. BetweenBrains: Taking Back Our AI Future. PublishDrive (2020) A könyv a magyar könyvpiacon is bestseller lett, az MI társadalmi hatásait elemzi.
- Tilesch, George. Ethical AI Governance in the EU-US Tech Corridor. MIT Technology Review (2023) Az európai-amerikai technológiai együttműködés etikai kereteiről.

## Díjai és elismerései
- Doctor Honoris Causa cím a Pécsi Tudományegyetemtől (2024. március 14.)[2]
- John von Neumann-díj (2021) a Neumann Számítógép-tudományi Társaságtól[7]

## Kapcsolodó szócikkek
- Híres pécsiek listája